# Thổ Sơn
Thổ Sơn là một xã thuộc huyện Hòn Đất, tỉnh Kiên Giang, Việt Nam.

## Địa lý
Xã Thổ Sơn nằm ở phía nam huyện Hòn Đất, có vị trí địa lý:
- Phía đông giáp cáxã Sơn Kiên và xã Sơn Bình
- Phía tây giáp xã Lình Huỳnh
- Phía nam giáp Vịnh Thái Lan
- Phía bắc giáp thị trấn Hòn Đất.

Xã Thổ Sơn có diện tích 60,84 km², dân số năm 2020 là 14.256 người, mật độ dân số đạt 234 người/km².

## Hành chính
Xã Thổ Sơn được chia thành 6 ấp: Bến Đá, Hòn Đất, Hòn Me, Hòn Quéo, Hòn Sóc, Vạn Thanh.

## Lịch sử
Ngày 17 tháng 2 năm 1979, Hội đồng Chính phủ ban hành Quyết định 50-CP về việc chia xã Nam Thái Sơn thành 5 xã lấy tên là xã Nam Thái Sơn, xã Hà Sơn, xã Thổ Sơn, xã Hải Sơn và xã Trung Sơn.
Ngày 24 tháng 5 năm 1988, Hội đồng Bộ trưởng ban hành Quyết định 92-HĐBT về việc:
- Sáp nhập xã Hải Sơn vào xã Thổ Sơn
- Thành lập thị trấn Hòn Đất trên cơ sở 4 ấp rưỡi của xã Thổ Sơn và 1 ấp của xã Nam Thái Sơn.

Ngày 7 tháng 2 năm 2005, Chính phủ Việt Nam ban hành Nghị định 15/2005/NĐ-CP về việc thành lập xã Lình Huỳnh trên cơ sở 2.174,83 ha diện tích tự nhiên và 6.999 nhân khẩu của xã Thổ Sơn
Sau khi thành lập xã Lình Huỳnh, xã Thổ Sơn còn lại 5.920,17 ha diện tích tự nhiên và 11.096 nhân khẩu.

## Hình ảnh
Trên địa bàn xã Thổ Sơn hiện nay có ba hòn lớn là hòn Đất (đã trở thành địa danh của huyện), hòn Me, hòn Sóc và một hòn nhỏ là hòn Quéo. Gọi là hòn nhưng qua quá trình bồi lấp đã dính vào đất liền. Trước năm 1975, vùng đất này đã hứng chịu rất nhiều bom đạn. Trong quyển tiểu thuyết Hòn Đất, phần lớn viết về cuộc chiến đấu của dân và quân ở nơi đây. Dưới đây là một vài hình ảnh:

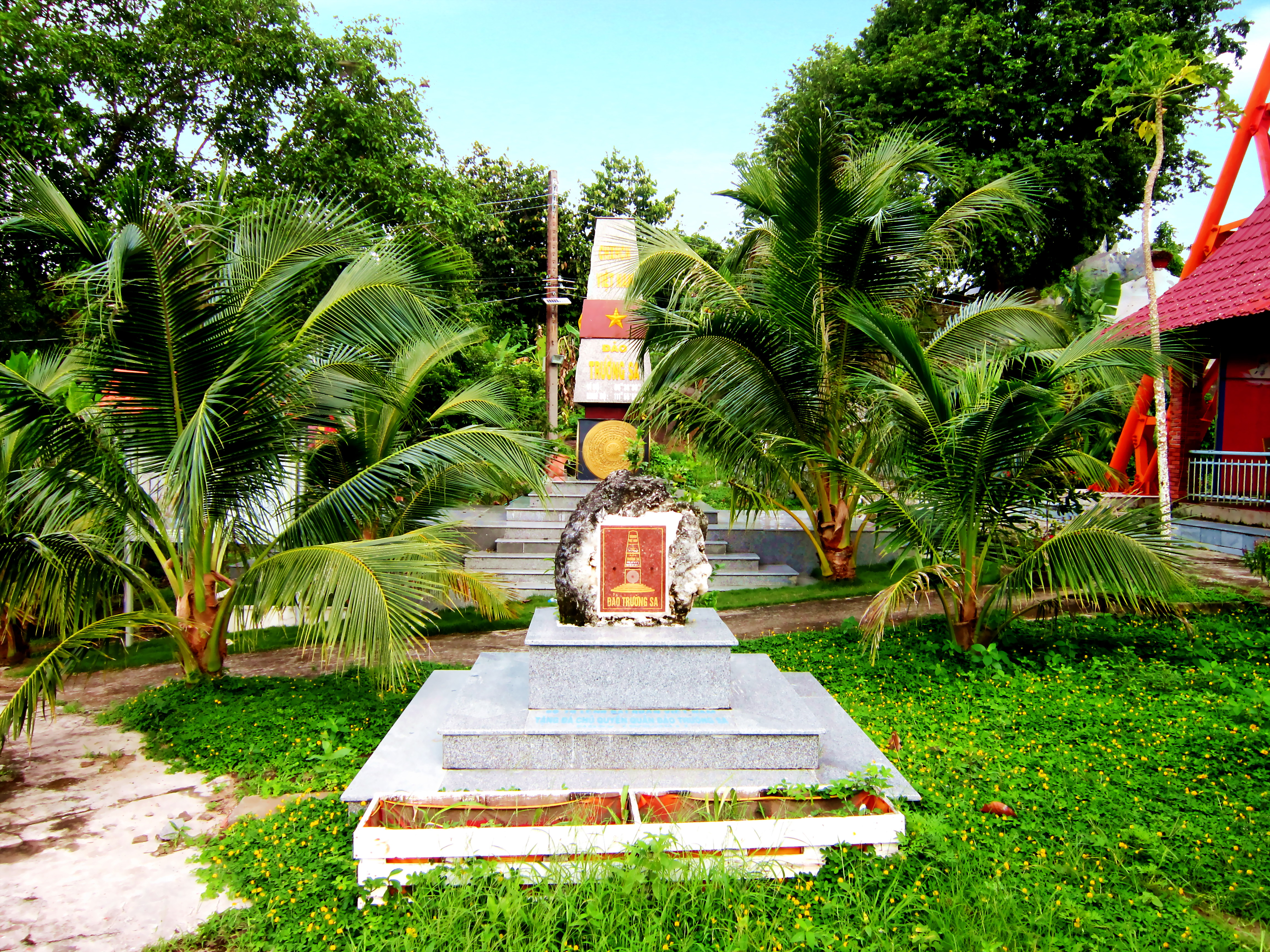
Cột mốc chủ quyền Trường sa (mô phỏng) trên đỉnh hòn Me.
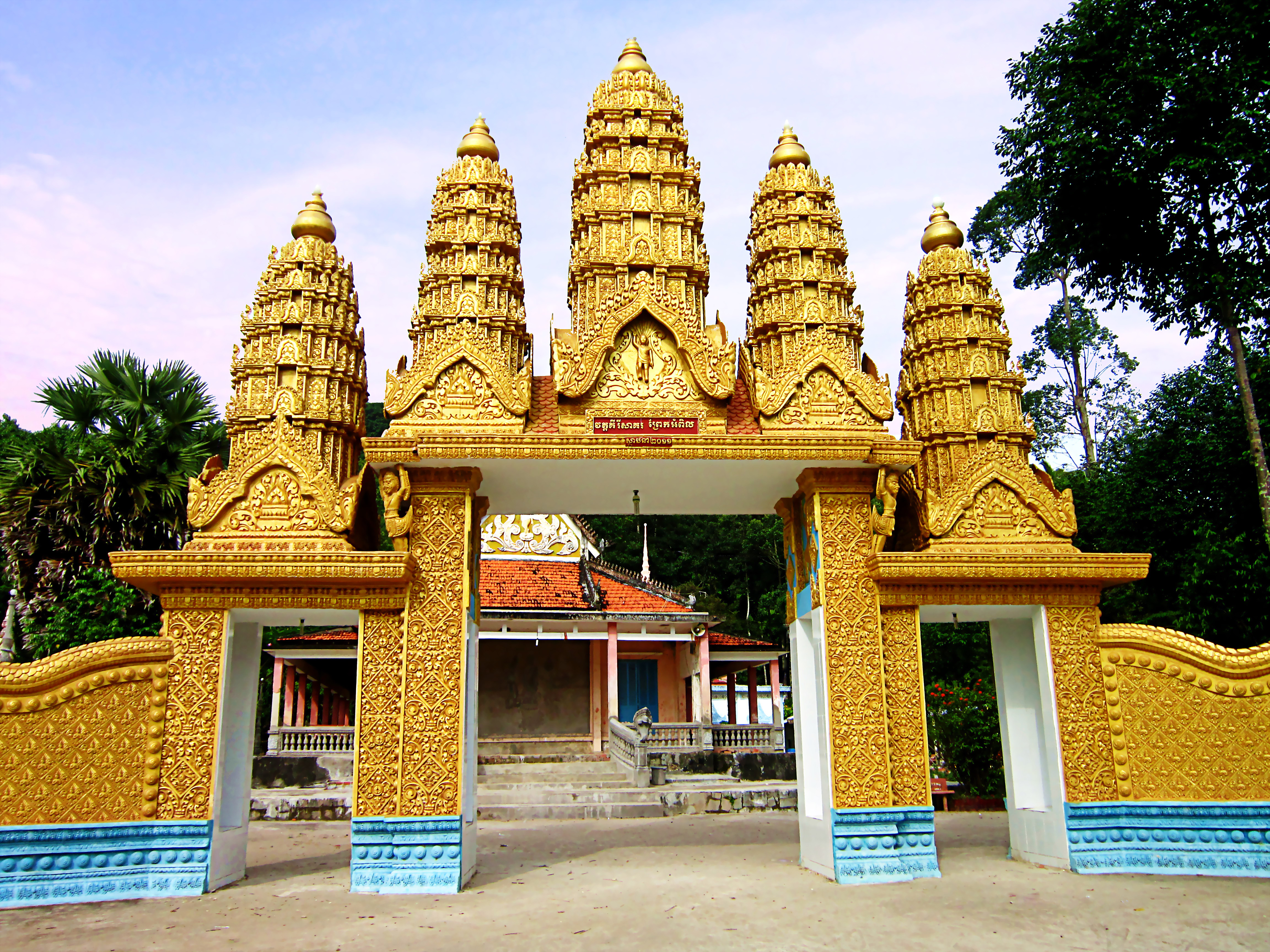
Chùa Kyry Sakoo của tộc người Khmer ở hòn Me.
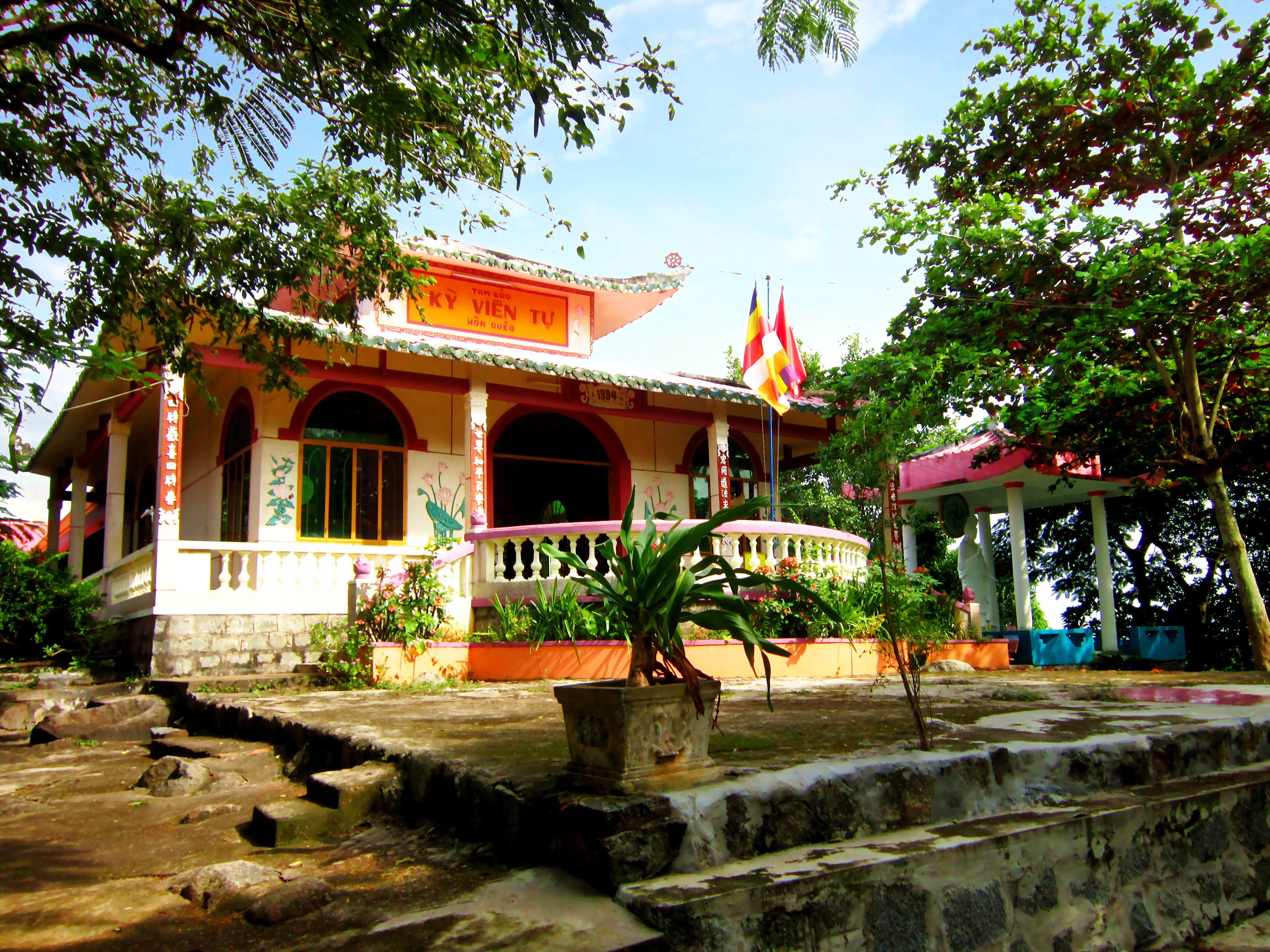
Kỳ Viên Tự (tục gọi chùa hòn Quéo) tọa lạc trên đỉnh hòn Quéo.
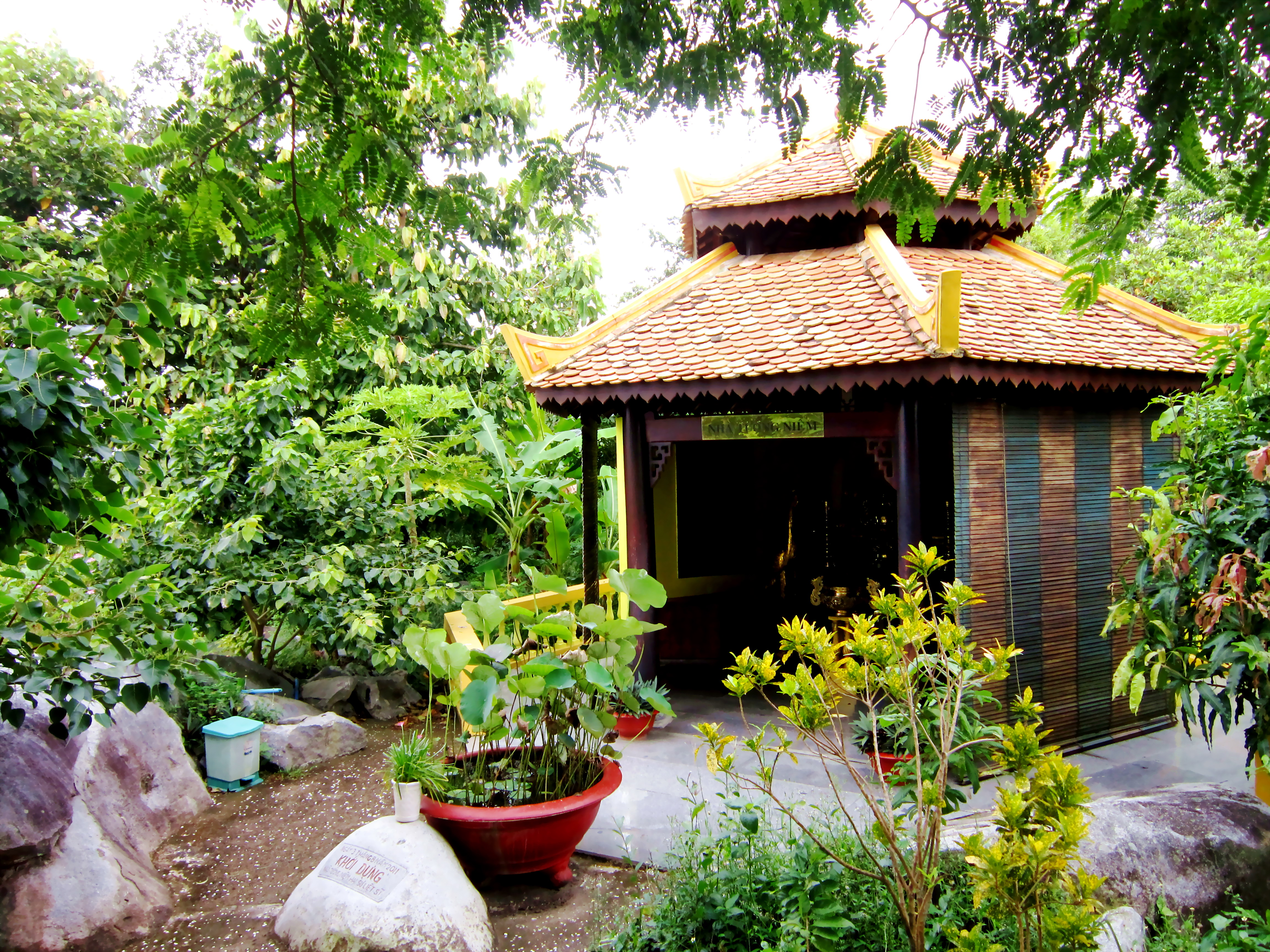
Đền tưởng niệm Bác Hồ và các anh hùng liệt sĩ trên đỉnh hòn Me.
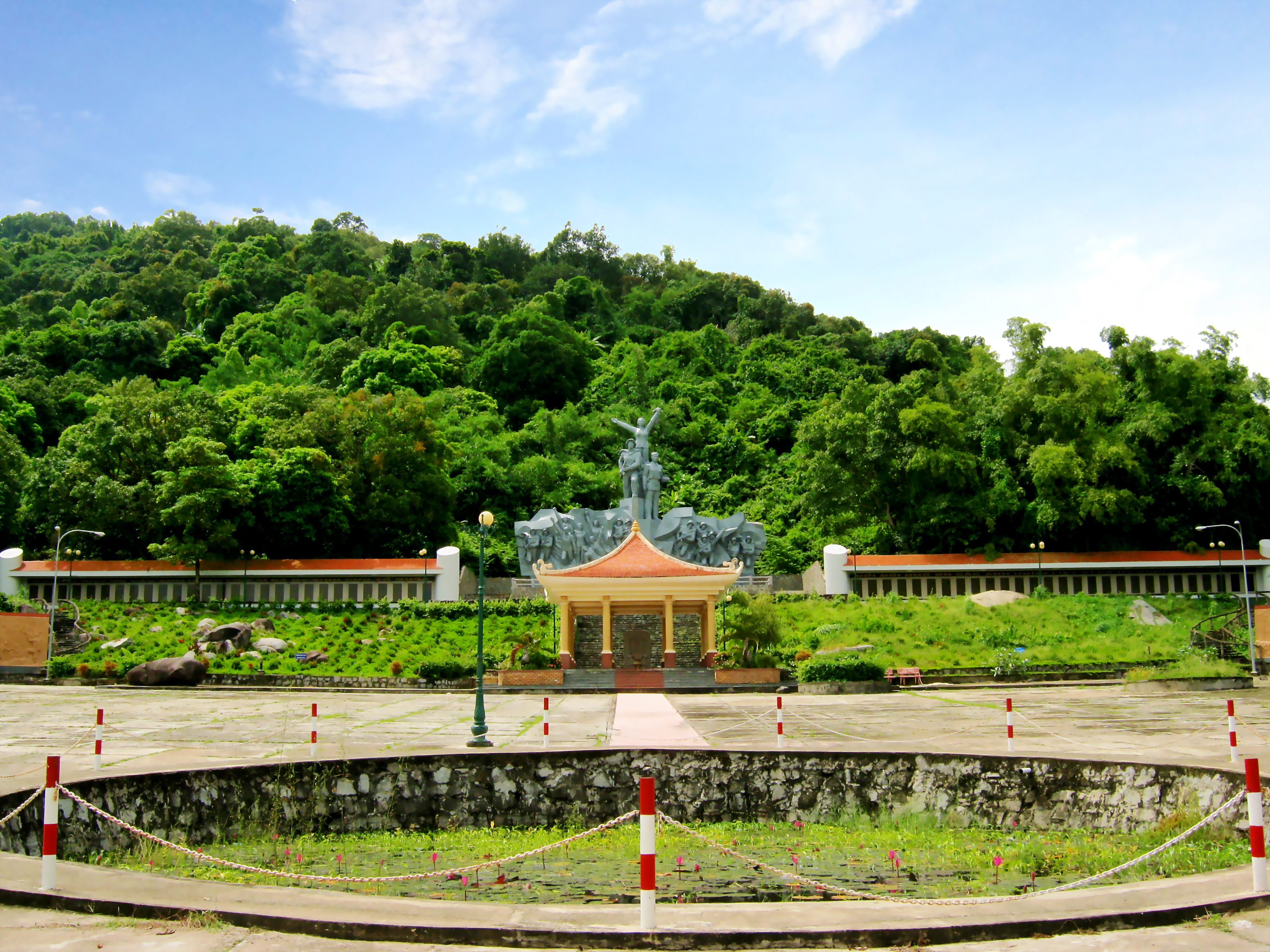
Khu mộ Chị Sứ, tên thật Phan Thị Ràng dưới chân hòn Đất.
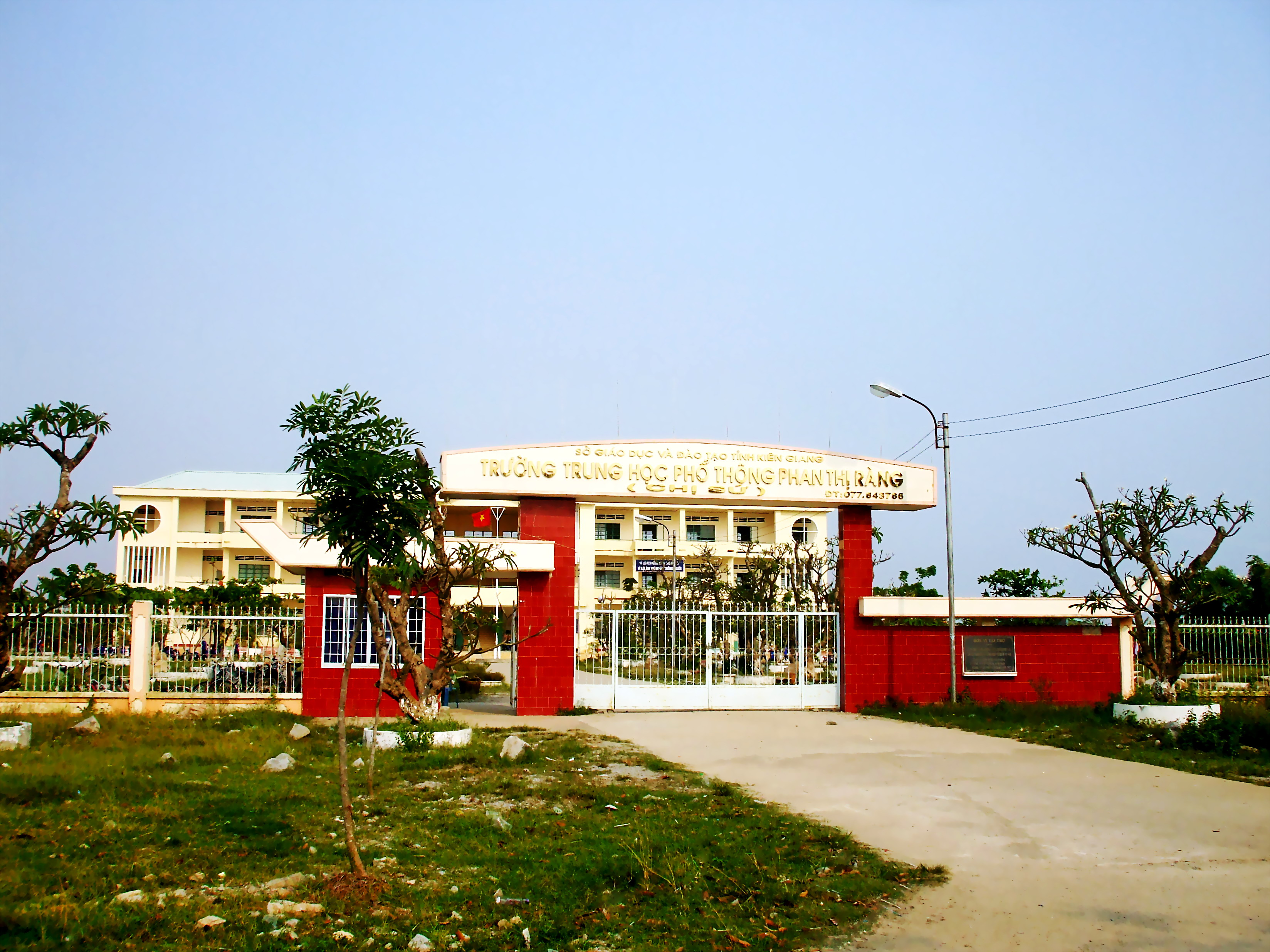
Trường PTTH Phan Thị Ràng (Chị Sứ) ở xã Thổ Sơn.
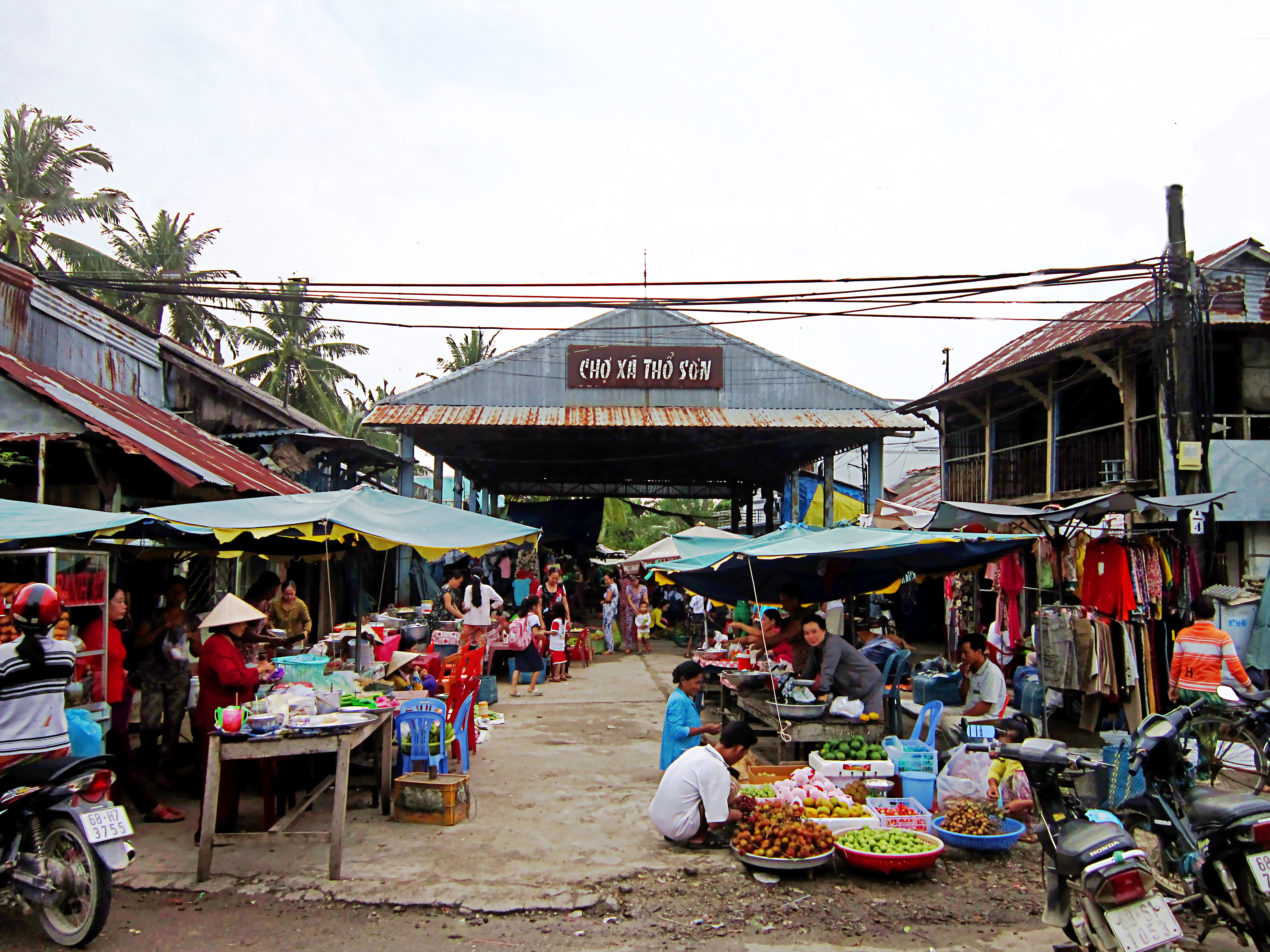
Chợ Thổ Sơn.
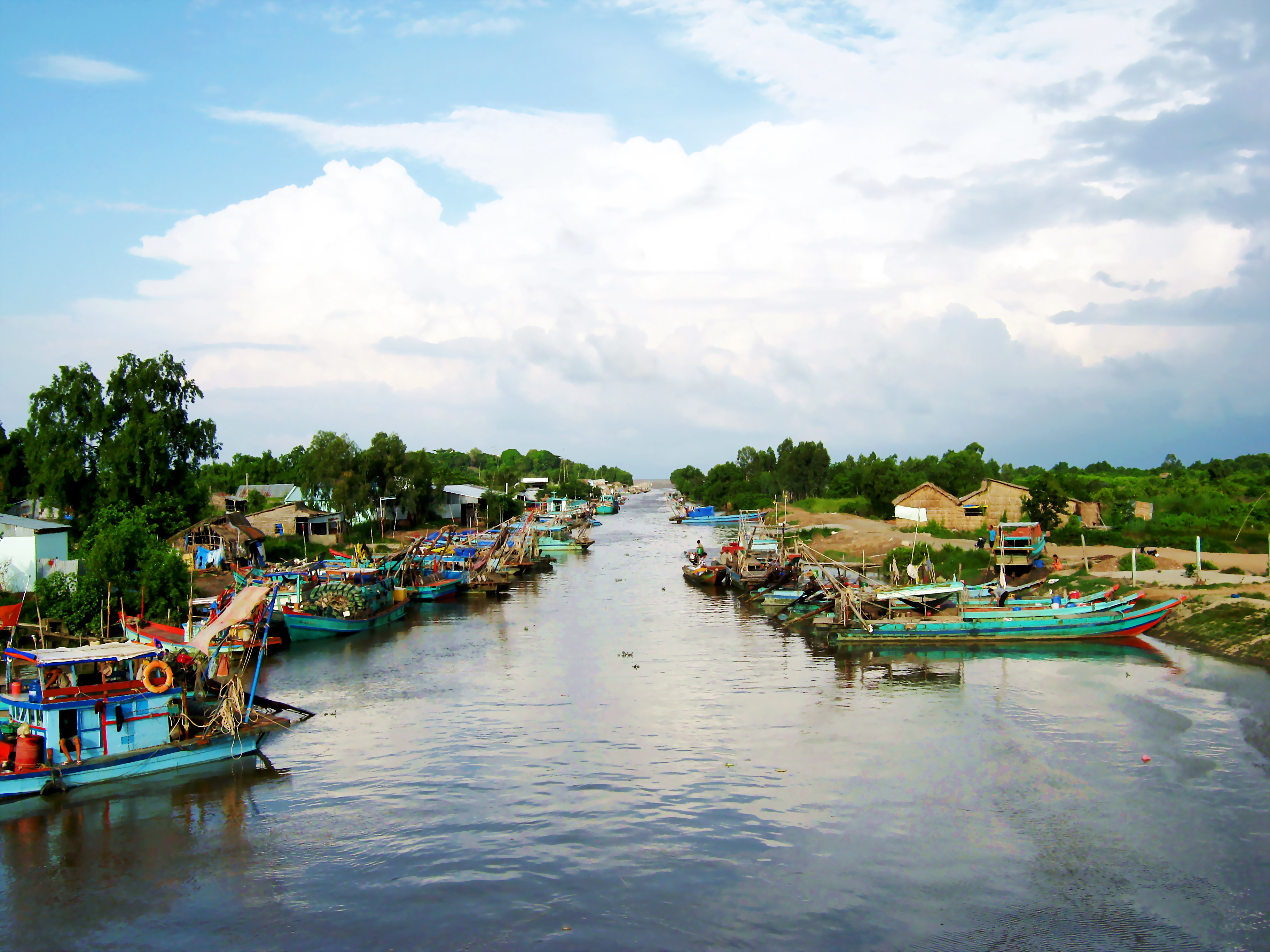
Bến tàu đánh cá ở hòn Quéo, thuộc xã Thổ Sơn.
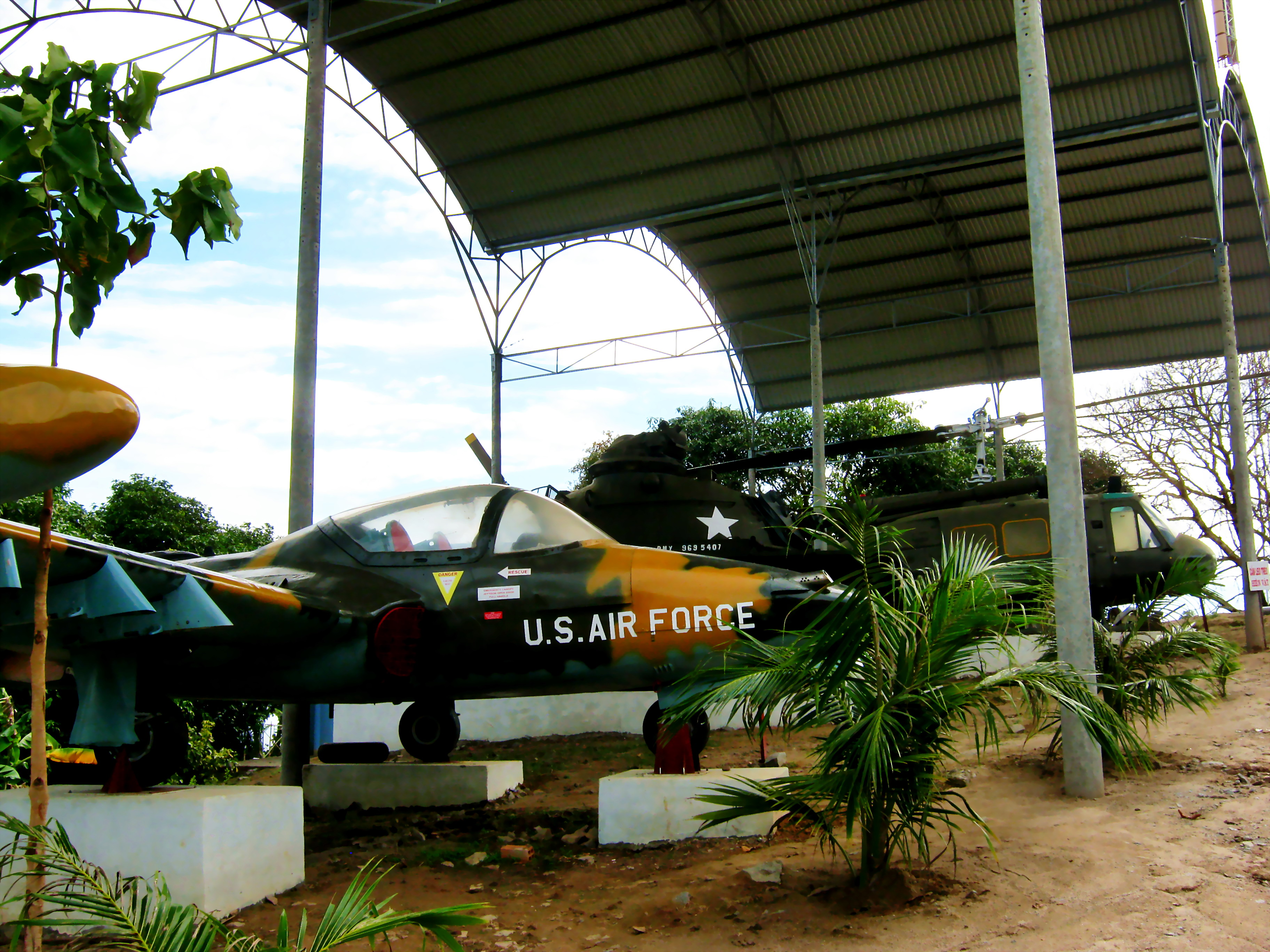
Khu trưng bày chứng tích chiến tranh trên đỉnh hòn Me.
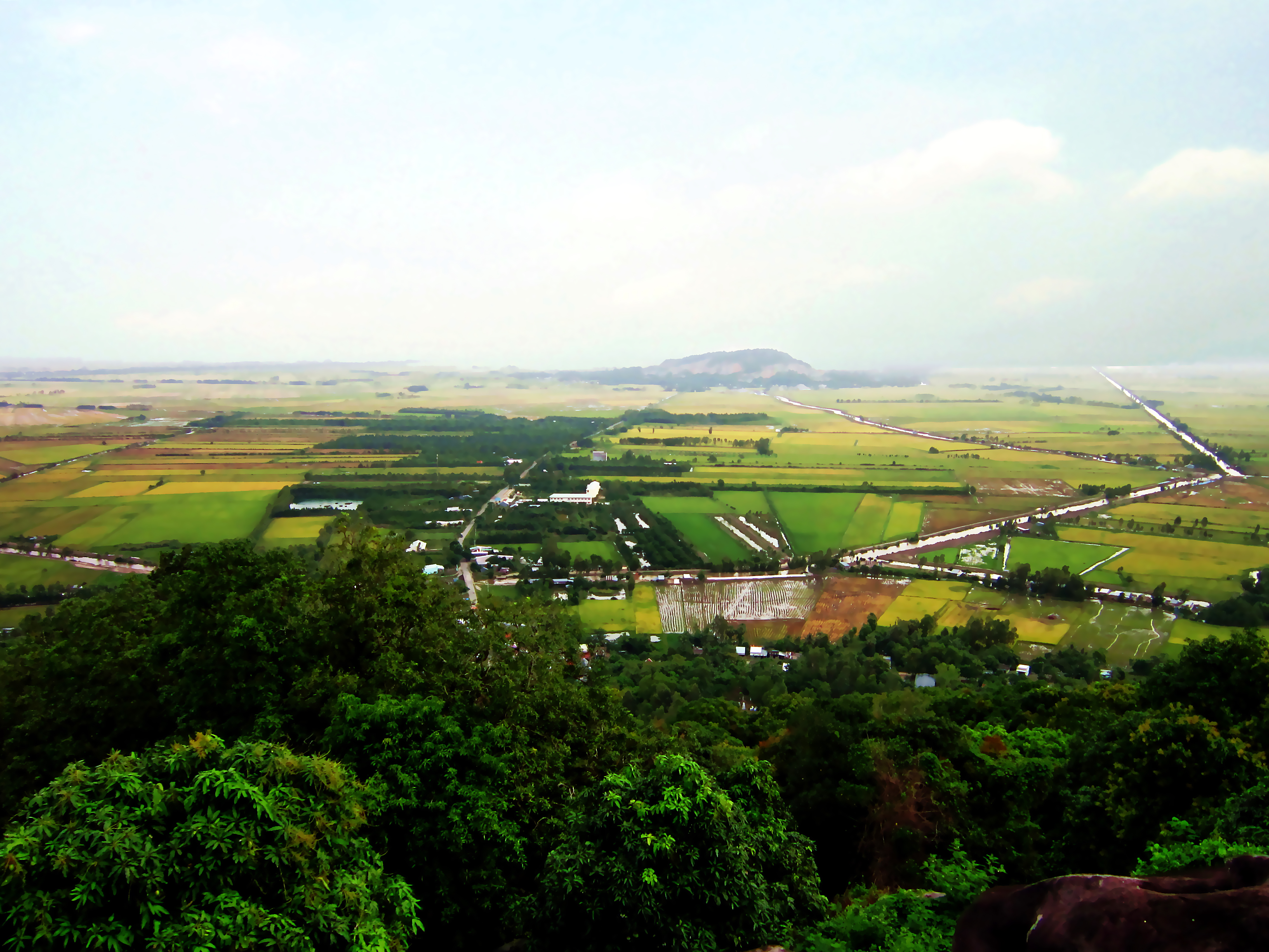
Trên đỉnh hòn Me, nhìn xuống những cánh đồng rộng lớn ở phía dưới.
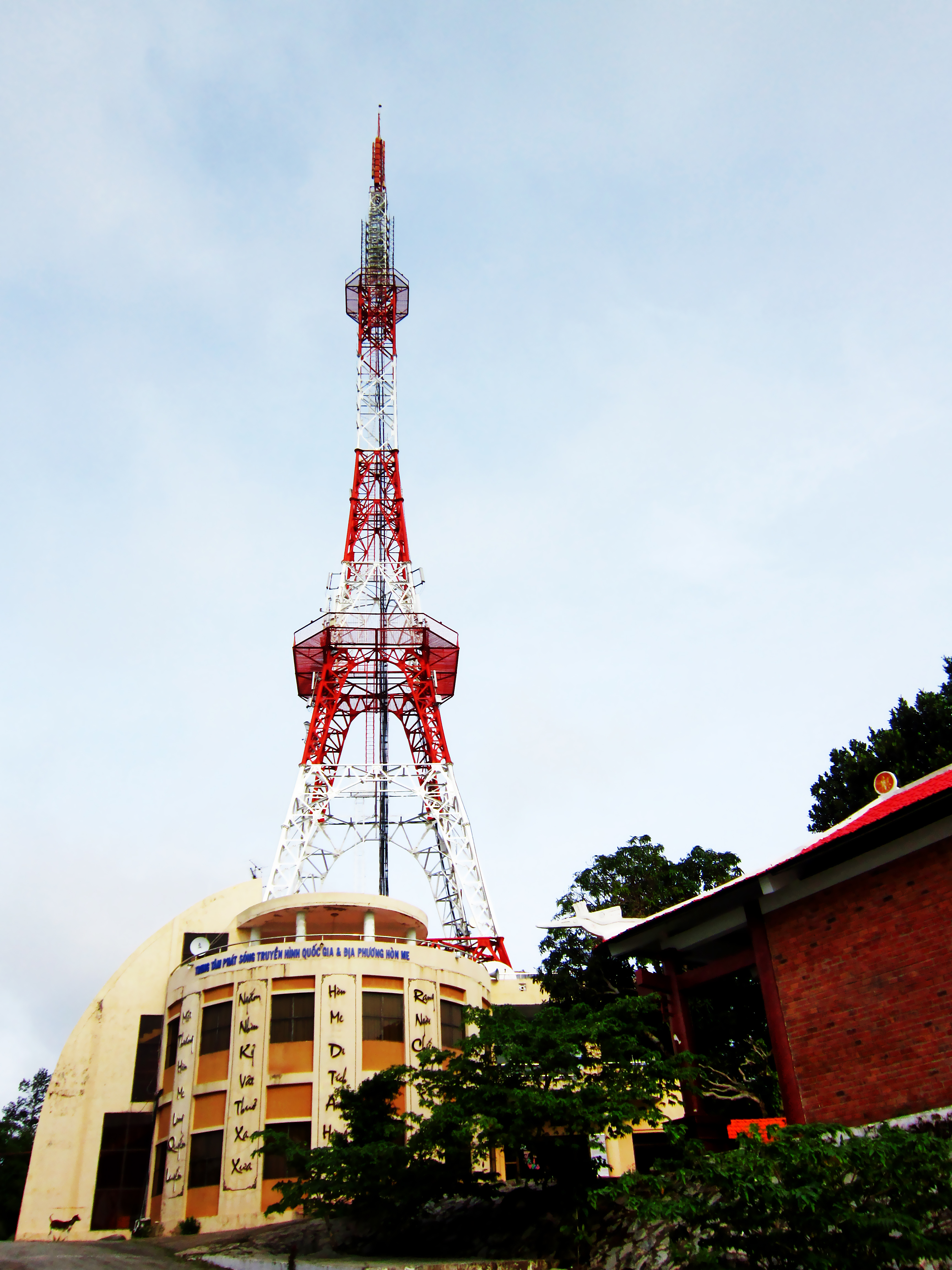
Tháp tiếp sóng VTV3 trên đỉnh hòn Me.
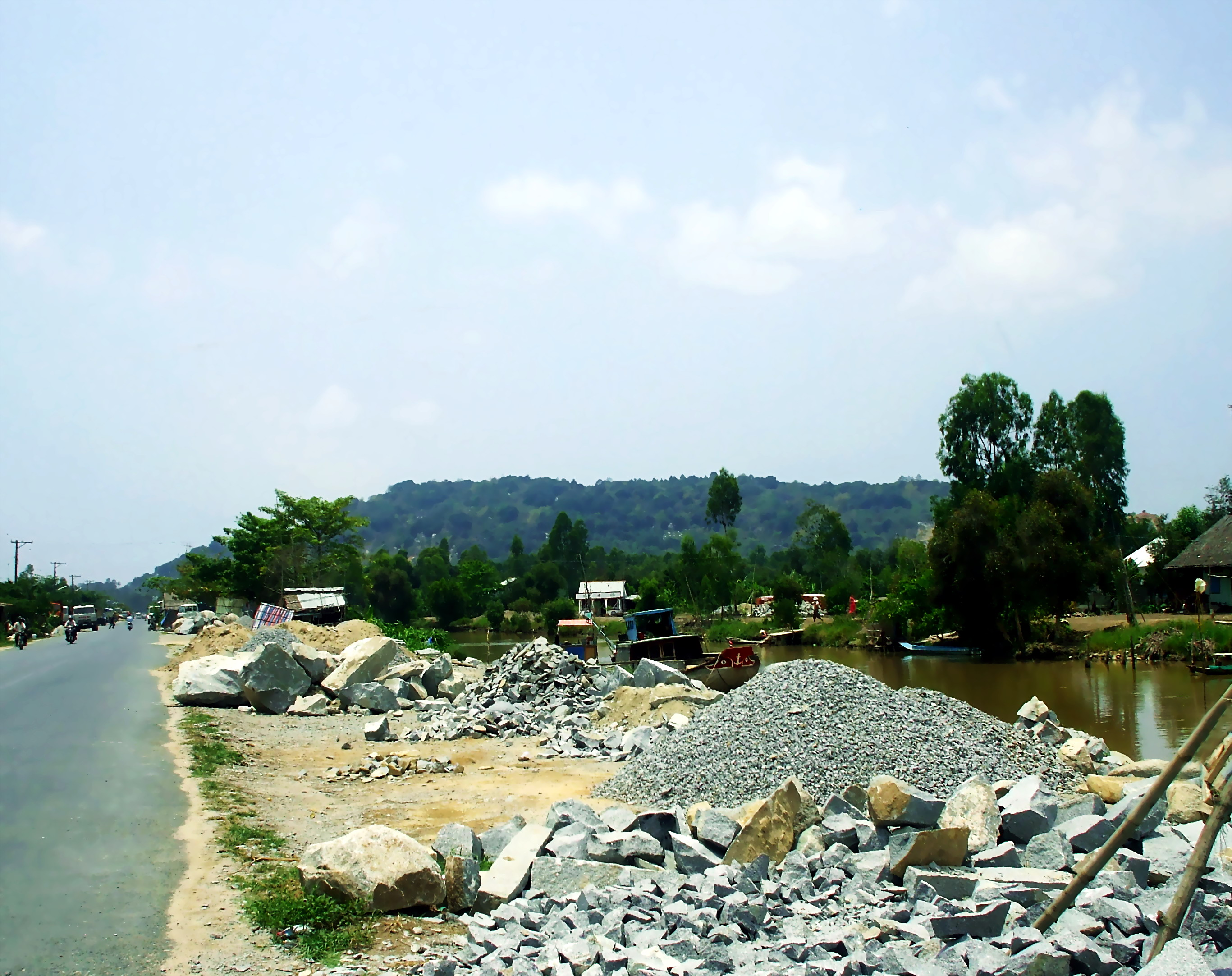
Khai thác đá ở hòn Sóc. Cuối đường là hòn sóc, nơi đây có xí nghiệp khai thác đá của tỉnh.
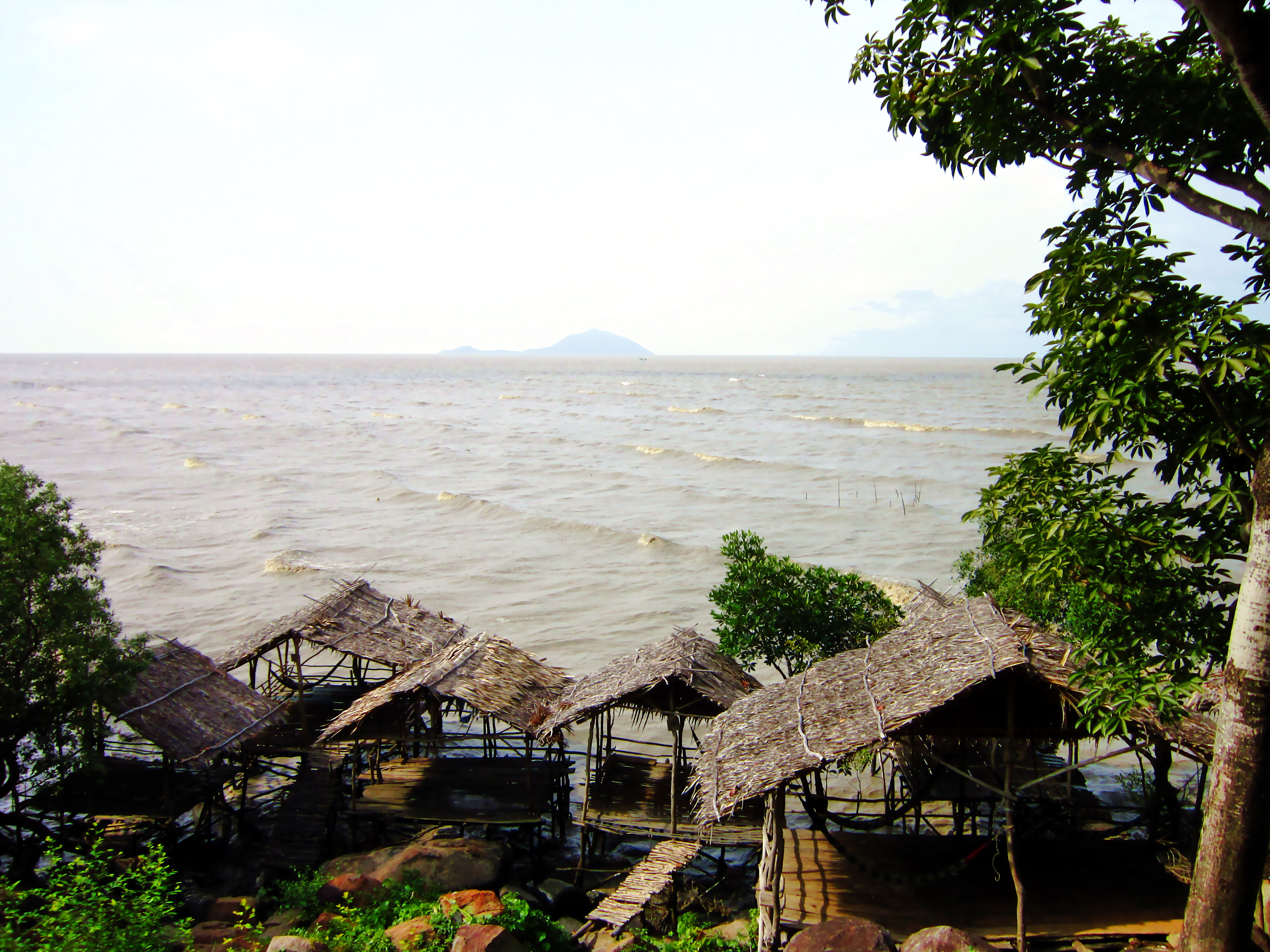
Sát mé biển ở hòn Quéo có các lều quán phục vụ cho du khách.
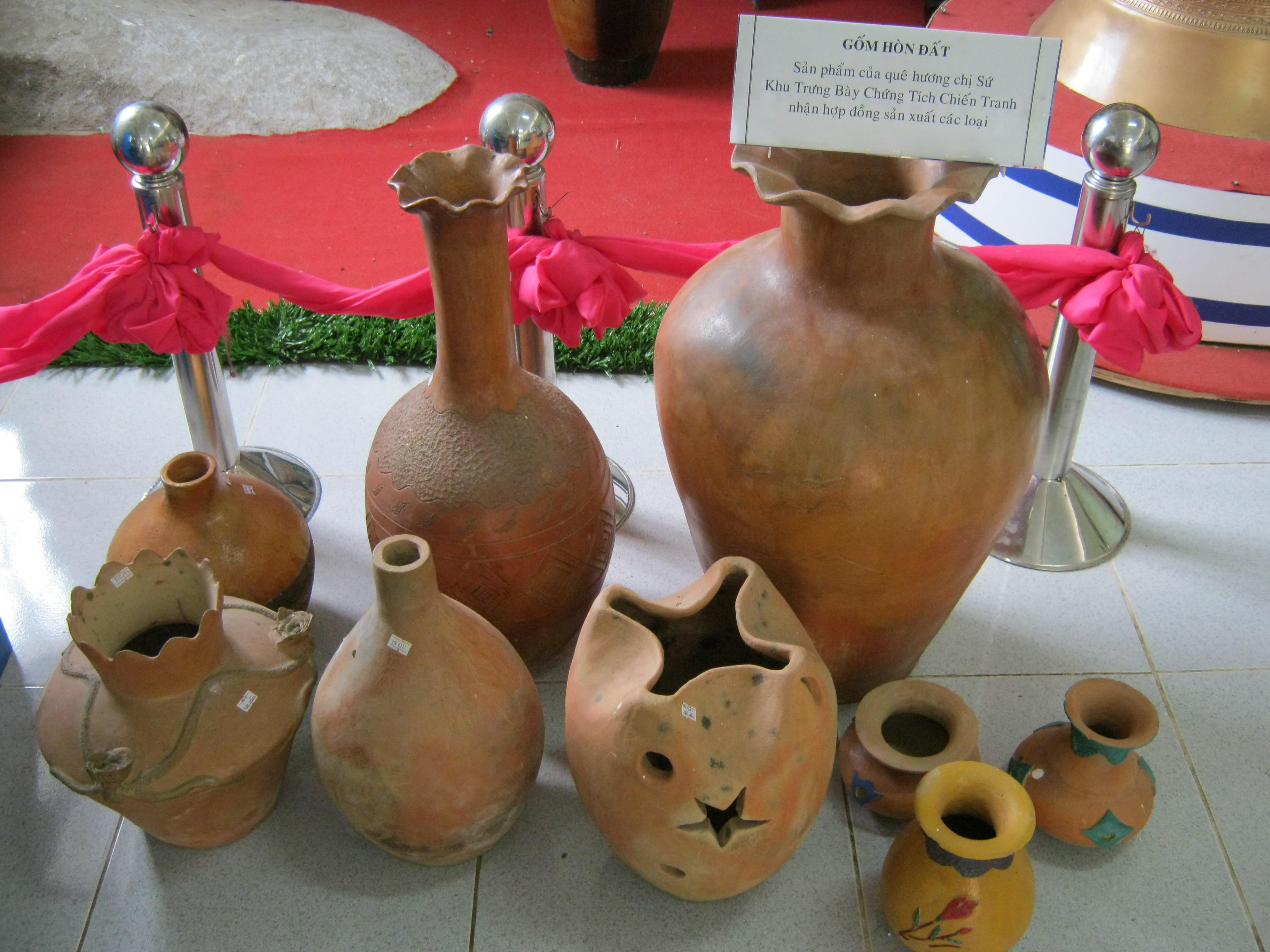
Gốm Hòn Đất được làm ở xã Thổ Sơn.
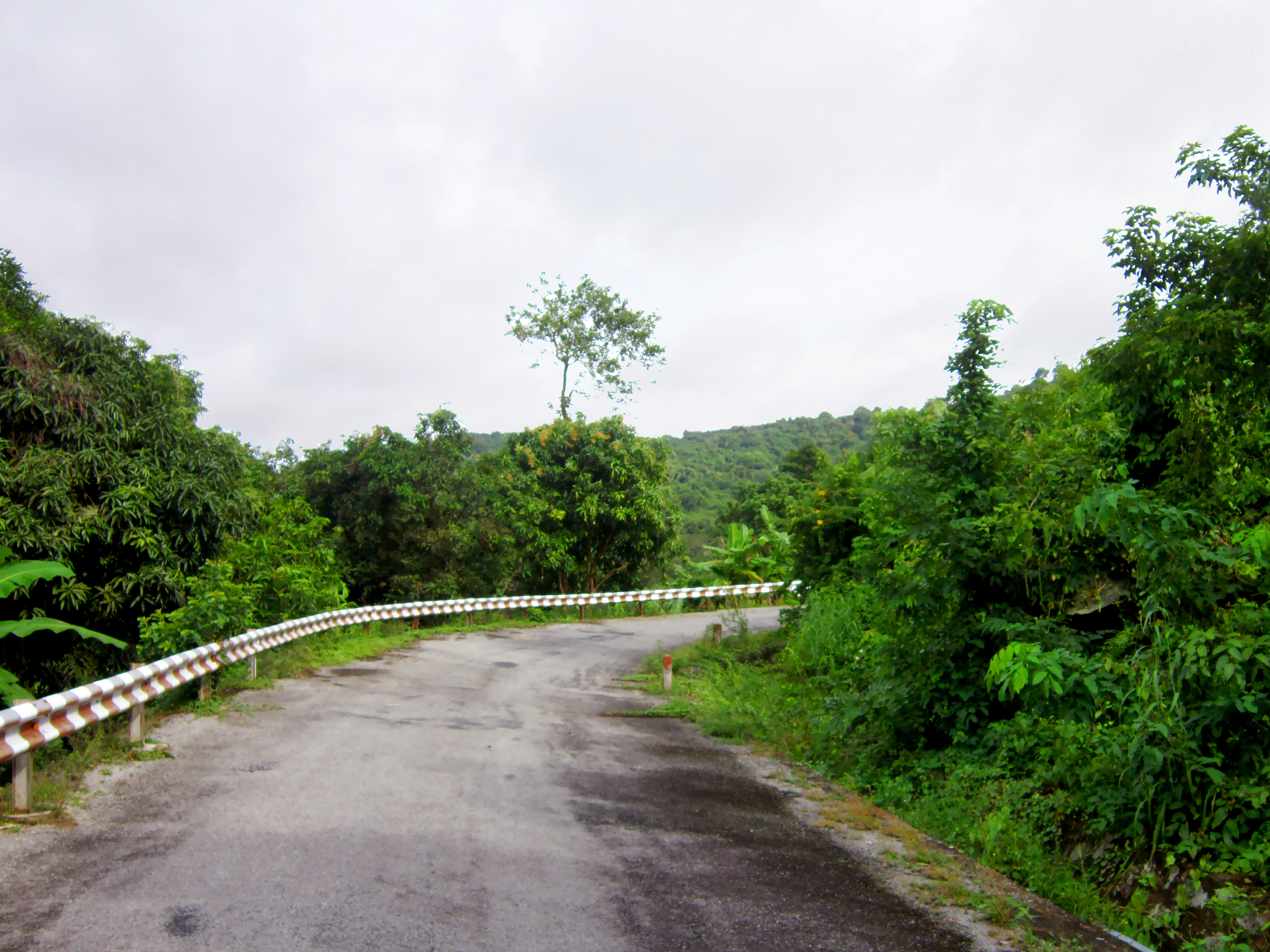
Đường tráng nhựa dẫn lên đỉnh hòn Me. Cây trái ở đây có nhiều thứ, chủ yếu là xoài.